# Färöischer Fußballpokal der Frauen 2003
Der Färöische Fußballpokal der Frauen 2003 fand zwischen dem 29. März und 29. Juli 2003 statt und wurde zum 14. Mal ausgespielt. Im Endspiel, welches im Tórsvøllur-Stadion in Tórshavn auf Naturrasen ausgetragen wurde, siegte Titelverteidiger KÍ Klaksvík mit 2:1 gegen HB Tórshavn und stellte somit eine Wiederholung des Vorjahresfinales dar.
KÍ Klaksvík und HB Tórshavn belegten in der Meisterschaft die Plätze eins und drei, dadurch erreichte KÍ Klaksvík das Double. Für KÍ Klaksvík war es der dritte Sieg bei der siebten Finalteilnahme, für HB Tórshavn die vierte Niederlage bei der neunten Finalteilnahme.

## Teilnehmer
Teilnahmeberechtigt waren folgende elf A-Mannschaften der ersten und zweiten Liga:
| 1. Deild                                                                                                  | 2. Deild |
| AB Argir B36 Tórshavn B68 Toftir B71 Sandur EB/Streymur FS Vágar GÍ Gøta HB Tórshavn KÍ Klaksvík SÍ Sumba | Skála ÍF |

## Modus
Drei ausgeloste Mannschaften waren für das Viertelfinale gesetzt. Die verbliebenen Mannschaften spielten in einer Runde die restlichen vier Teilnehmer aus. Alle Runden wurden im K.-o.-System ausgetragen.

## 1. Runde
Die Partien der 1. Runde fanden am 29. März und 2. April statt.
|            | Ergebnis  |             |
| ---------- | --------- | ----------- |
| B71 Sandur | 0:1 (0:1) | AB Argir    |
| GÍ Gøta    | 3:1 (1:0) | EB/Streymur |
| SÍ Sumba   | 1:6 (0:2) | HB Tórshavn |
| FS Vágar   | 2:3 (1:2) | B68 Toftir  |

## Viertelfinale
Die Viertelfinalpartien fanden am 5. April statt. AB Argir war direkt für das Halbfinale qualifiziert.
|             | Ergebnis  |              |
| ----------- | --------- | ------------ |
| HB Tórshavn | 9:1 (3:0) | GÍ Gøta      |
| KÍ Klaksvík | 7:1 (2:0) | B68 Toftir   |
| Skála ÍF    | 1 w/o 1   | B36 Tórshavn |

## Halbfinale
Die Hinspiele im Halbfinale fanden am 18. Mai statt, die Rückspiele am 7. Juni.
|             | Gesamt  |              | Hinspiel  | Rückspiel |
| ----------- | ------- | ------------ | --------- | --------- |
| HB Tórshavn | 1 w/o 1 | AB Argir     |           |           |
| KÍ Klaksvík | 9:0     | B36 Tórshavn | 5:0 (2:0) | 4:0 (1:0) |

## Finale
| Paarung        | KÍ Klaksvík – HB Tórshavn |
| Ergebnis       | 2:1 (0:0) |
| Datum          | 29. Juli 2003 |
| Stadion        | Tórsvøllur, Tórshavn |
| Schiedsrichter | Rúni Gaardbo (Toftir) |
| Tore           | 1:0 Rannvá B. Andreasen (55.) 2:0 Malena Josephsen (75.) 2:1 Eyðfríð Kristiansen (78.) |
| KÍ Klaksvík    | Vivi Andreasen – Ann Olsen (65. Elsa Maria Simonsen), Jensa Sirdal, Ragna B. Patawary , Annelisa Justesen, Paula Mikkelsen – Bára S. Klakstein, Vivian Bjartalíð, Una Olsen, Rannvá B. Andreasen – Malena Josephsen Cheftrainer: Jón Harald Poulsen                                                                         |
| HB Tórshavn    | Randi Wardum – Dagny Kristiansen (80. Malan á Dunga), Linda Weihe, Linda Jacobsen (88. Vivian Unadóttir), Liljan av Fløtum Petersen – Gunn Sloan Müller, Silja á Borg Færø, Kristina D. Simonsen, Rannvá Augustinussen – Eyðfríð Kristiansen , Halltóra Joensen Cheftrainer: Andras K. Thomassen, Sigmundur Pauli Mikkelsen |

## Torschützenliste
Bei gleicher Anzahl von Treffern sind die Spielerinnen nach dem Nachnamen alphabetisch geordnet.
| Platz | Spieler             | Verein      | Tore |
| ----- | ------------------- | ----------- | ---- |
| 1     | Rannvá B. Andreasen | KÍ Klaksvík | 08   |
| 2     | Vivian Bjartalíð    | KÍ Klaksvík | 06   |
| 3     | Halltóra Joensen    | HB Tórshavn | 05   |
| 4     | Eyðfríð Kristiansen | HB Tórshavn | 03   |
| 5     | Heidi Heinesen      | GÍ Gøta     | 02   |
| 5     | Malena Josephsen    | KÍ Klaksvík | 02   |
| 5     | Gunn Sloan Müller   | HB Tórshavn | 02   |
| 5     | Maibritt Olsen      | B68 Toftir  | 02   |